# ヒューモススウィング

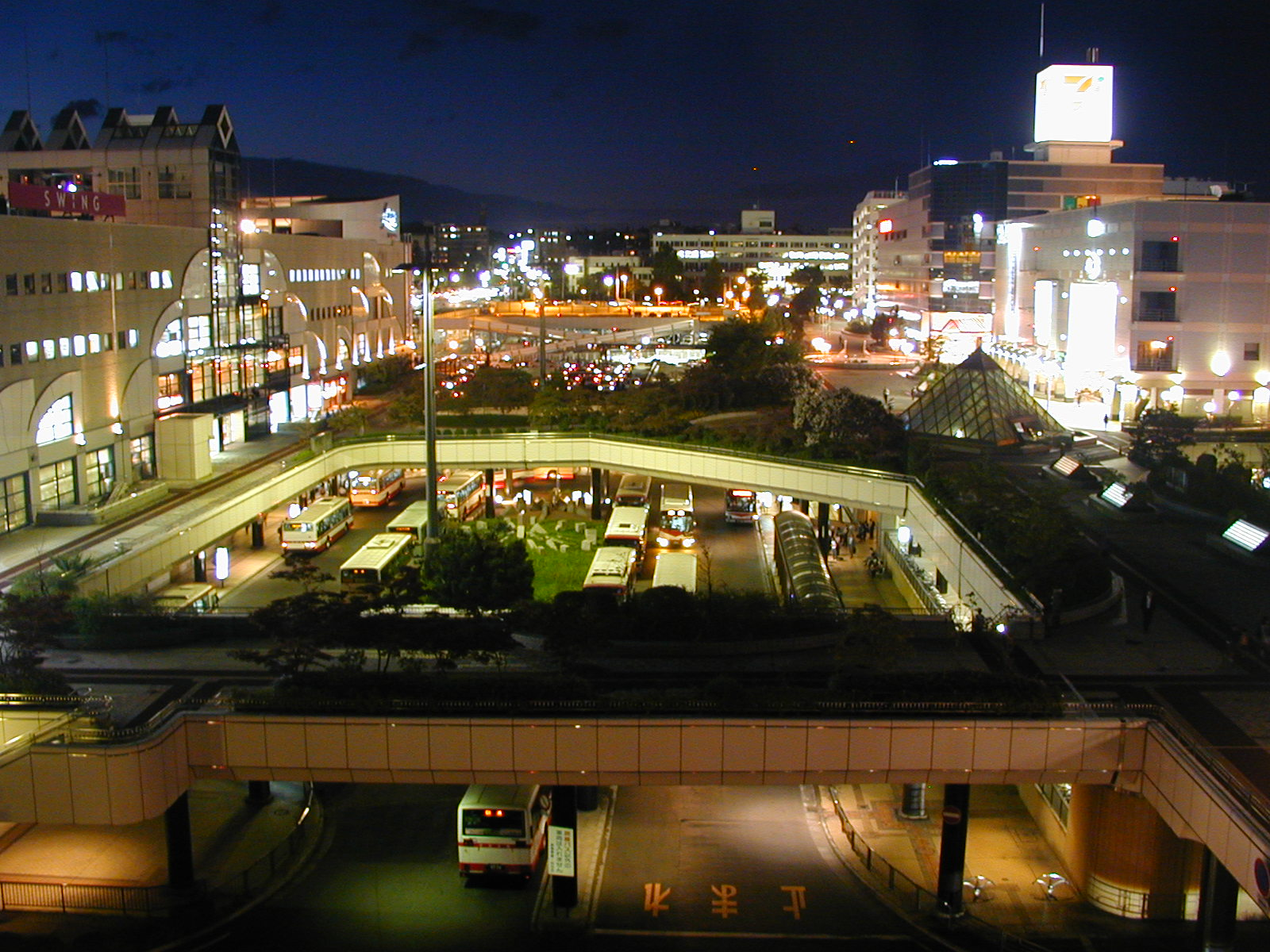
仙台市泉中央駅前駐車場（立体駐車場）から見た店舗の外観と周辺の様子（南東から撮影）

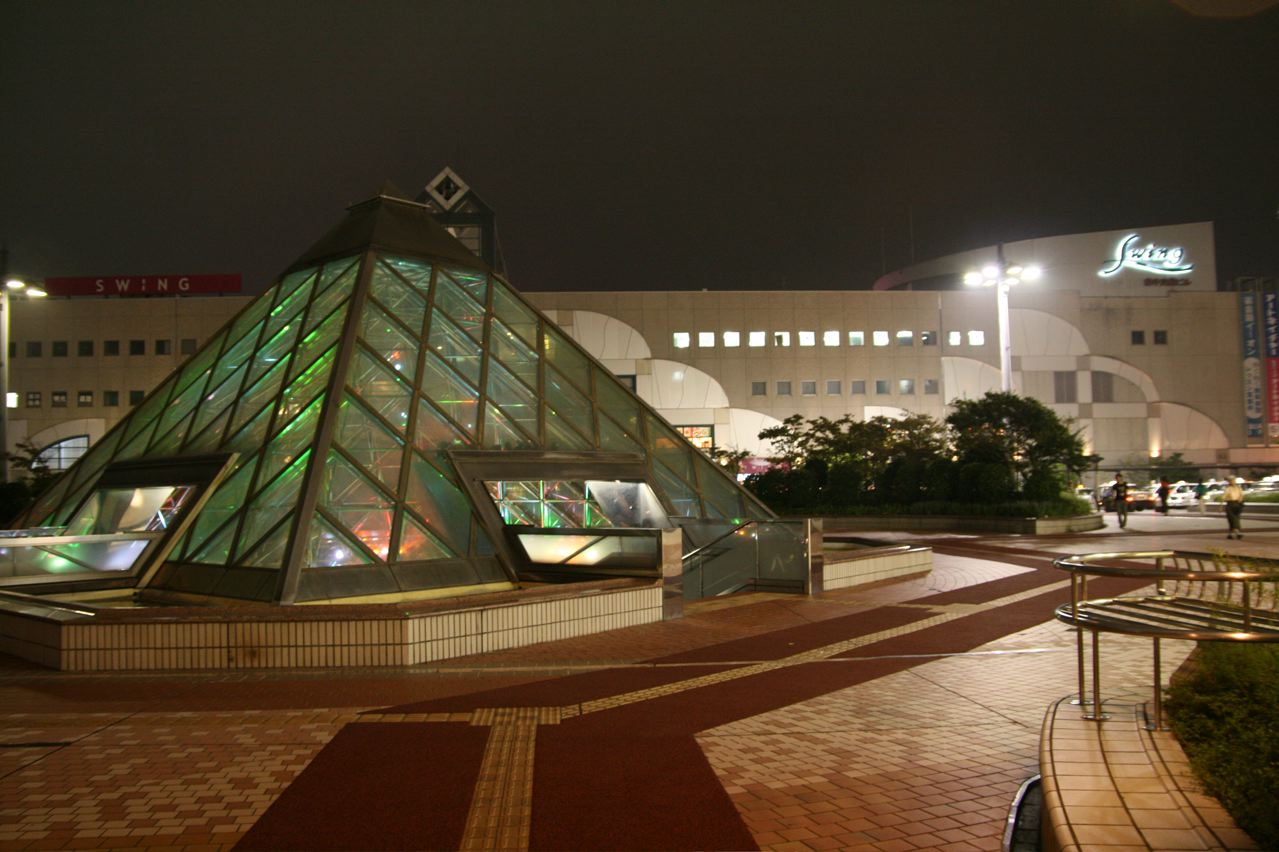
ペデストリアンデッキ側（東側）から見た店舗の外観

泉中央駅ビル SWINGは、仙台市泉区泉中央一丁目にある、仙台市地下鉄南北線泉中央駅の駅ビル。ヒューモスが運営する。

## 概要
地下鉄南北線、八乙女駅以北の延伸に伴って新たに建設される泉中央駅の駅ビルについて、仙台市交通局は駅舎を除いた2階から5階部分の建設と経営に民間活力を導入することになり、1990年9月、市交通局主催の建設提案競技に千代田生命保険・大成建設共同企業体が提案参加し、最優秀案に決定。この計画は、地方公営企業法施行令改正後の第1号として関係各方面から大きな注目を集めていた。
「千代田生命泉中央駅ビル Swing」は地上6階建て。主なフロアは、1階は駅コンコース、2階はショッピングゾーン、3階は飲食ゾーン、4階から5階はオフィス・ショールームゾーン、6階（屋上）はカルチャー施設とテナント用駐車場で構成された。千代田生命の経営破綻後、2003年に地元の不動産業者であるヒューモスが2階から6階を取得し、名称は「泉中央駅ビル Swing」に改められた。

## テナント
2階
- カフェ・ベローチェ 泉中央店
- スウィング調剤薬局
- ヴィー フジサキ泉中央店（旧藤崎サテライトショップ泉中央店）
- マイコンタクト泉店/ハートクリニック

3階
- 泉中央駅内郵便局
- HAIR MAKE POWDER noa
- relax room loha
- fmいずみ797
- スウィング交流サロン
- 味の牛たん喜助泉中央店
- 健康マージャン杜の都

4階
- ハローワークプラザ泉/ハローワーク仙台泉職業紹介分室
- 泉ステーション歯科
- ウォーキングシューズ専門店歩楽人（ふらっと）

5階
- アートネイチャー 泉中央店（メンズサロン・レディースサロン）
- HOYAビジョンケアカンパニー

6階

### ATM
2階
- 七十七銀行泉中央支店泉中央駅ビル出張所（2台）
- 仙台銀行将監支店泉中央駅ビル出張所（1台）

## 歴史
- 1992年（平成4年）
  - 7月15日 - 地下鉄泉中央駅開業。
  - 10月10日 - 「千代田生命泉中央駅ビル SWING」開業。
  - 10月8日 - 泉中央駅内郵便局開設。
- 2003年（平成15年）4月1日 - ヒューモスが2階から6階部分を取得し名称を「泉中央駅ビル SWING」に改める。
- 2005年（平成17年）6月 - 2階、3階部分をリニューアル。
- 2008年（平成20年）1月 - 中央監視自動制御設備導入。
- 2009年（平成21年）4月9日 - 2階の入口位置を変更し自動ドアを新設。
- 2011年（平成23年）
  - 3月11日 - 東日本大震災で被災し閉鎖、仙台市地下鉄南北線も運休する。
  - 4月1日 - 2階、3階が全館に先駆けて営業再開。
  - 4月29日 - 仙台市地下鉄南北線が泉中央駅まで運転再開。
  - 7月1日 - リニューアルオープン。